# Горланова, Нина Викторовна
Ни́на Ви́кторовна Горла́нова (род. 23 ноября 1947 года, деревня Верх-Юг Чернушинского района Пермской области) — российская писательница, художница.

## Биография
Родилась в семье колхозников. В 1965—1970 годах училась на филологическом факультете Пермского университета. Принимала участие в публикации известной газеты «Горьковец» (в разные годы в её создании участвовали Владимир Абашев, Юрий Беликов, Григорий Данской и др). На решение обратиться к творчеству повлияли советы заведующей кафедрой русской литературы Р. В. Коминой. Окончила факультет вместе с Леонидом Юзефовичем и Анатолием Королёвым. Работала лаборантом в Пермском фармацевтическом институте (1970—1971) и Пермском политехническом институте (1971—1972).
В должности младшего научного сотрудника преподавала диалектологию на филологическом факультете ПГУ и по просьбе Р. В. Коминой вела факультатив по живописи начала XX века (1972—1977). Более 25 раз с экспедициями, имеющими целью сбор диалектной лексики для словаря одной деревни, ездила на север Пермской области — в деревню Акчим; по следам этих разысканий всесоюзное радио записало с Н. В. Горлановой передачу длительностью 40 минут, которая транслировалась несколько раз.
Также работала библиотекарем в школе рабочей молодежи (1977—1989); с 1989 — методист в Доме пионеров и школьников Перми (ныне — Дом детского творчества «Рифей»). Печатается с 1980 года. Член Союза российских писателей (1992).
В 2010—2012 годах работала в пермском детском доме «Шаг к дому».
С января 2014 года работает в Пермском детском онкологическом центре им. Ф. П. Гааза, где учит детей рисовать картины акрилом (подушечками пальцев). «За уроки наивной живописи для детей с онкозаболеваниями» Н. В. Горланова удостоена звания «Человек года 2014» в номинации «Человек П — плюс». О её деятельности Павел Печёнкин снял на пермской киностудии документальный фильм «Маленькие ангелы Нины Горлановой», несколько раз транслировавшийся по ОТР.
Муж — писатель Вячеслав Букур (род. 1952); сын Антон (род. 1975) — инженер.

## Творчество
Автор книг в жанре прозы.
Часто пишет вместе с мужем Вячеславом Букуром. Написанный ими в соавторстве «Роман воспитания» вошёл в шорт-лист российской премии Букер (1996).

### Проза
- Безымянка. Рассказ.
- Нищие духом. Рассказ.
- Радуга каждый день. Сб. рассказов. — Пермь, 1987.
- Родные люди. Сб. рассказов. — М.: Молодая гвардия, 1990.
- Его горький крепкий мёд // Урал. — 1994, № 6.
- Вся Пермь. Сб. рассказов. — Пермь, 1996.
- Любовь в резиновых перчатках. — СПб.: Лимбус, 1999.
- Дом со всеми неудобствами. — М., Вагриус, 2000.
- Подсолнухи на балконе. — Екатеринбург: У-фактория, 2002.
- Светлая проза. — М., ОГИ, 2005.
- Чужая душа. — М., Сова, 2005.
- Линия обрыва любви. — М., ЭКСМО, 2008.
- Пермь как текст. — Пермь, 2009.
- Пермские рассказы. — Париж. 2010.
- Тургенев, сын Ахматовой. — М., Рипол-классик, 2011 (в соавторстве с В. Букуром).
- «Учитель иврита» и другие повести. — Германия, 2012 (в соавторстве с В. Букуром).

### Стихи
- В детские края. СПб: ФормаТ. 2018.

## Признание
Горланова удостоена:
- Премии журнала «Урал» за повесть «Филологический амур», 1981 г. (за присвоение премии выступили жители г. Качканара[4])
- Первой премии в международном конкурсе на лучший женский рассказ, 1992.
- Премии журнала «Октябрь» (1992).
- Специальной премии американских университетов (1992).
- Премии журнала «Новый мир» за лучший роман года (1995) (в соавторстве с В. Букуром).
- Премии Пермской области в области литературы и искусства, 1996 (в соавторстве с В. Букуром).
- Финалист премии Букера (1996 год), (в соавторстве с В. Букуром).
- Премии журнала «Знамя» за произведение о жизни и необыкновенных приключениях демократии в России (2002).
- Российской премии имени П. П. Бажова (2003).
- Медали им. М. А. Шолохова от министерства культуры России (2007).

О писательнице снят документальный фильм «Горланова, или Дом со всеми неудобствами» (2000, реж. А. Романов, продюсер П. А. Печёнкин). Имеет приз за лучший фильм на телеканале «Культура» на фестивале «Культура на экране» (Нижнекамск, 2003) и диплом «За показ самобытной творческой личности» I Международного телекинофестваля документальной мелодрамы «Саратовские страдания» (2004).
Произведения Нины Горлановой переводились на английский, испанский, немецкий, польский, французский языки.

## Картины
Существенным аспектом творчества Н. Горлановой являются её картины. Нина Горланова пишет картины маслом с 1993 года. У неё было много выставок в Москве, Перми, Екатеринбурге, Омске, Фрайбурге (Германия) и др.
|  |  |  |  |  |  |
|  |  |  |  |  |  |

Примеры её картин также можно посмотреть здесь и здесь.